# Иаго ап Идвал ап Мейриг
Иаго ап Идвал ап Мейриг (валл. Iago ab Idwal ap Meurig; убит в 1039) — король Гвинеда (1023—1039), праправнук Идвала ап Анарауда.
Иаго принадлежал к младшей ветви династии Аберфрау. О его правлении почти ничего не известно. Он был убит в 1039 году своими же людьми и был заменён на престоле Гвинеда на Грифида ап Лливелина.
Лландавские записи говорят о Риддерхе, короле Гливисинга, как о «правителе всего Уэльса, кроме острова Мона, которым владеет Иаго ап Идвал».